# Пастелес

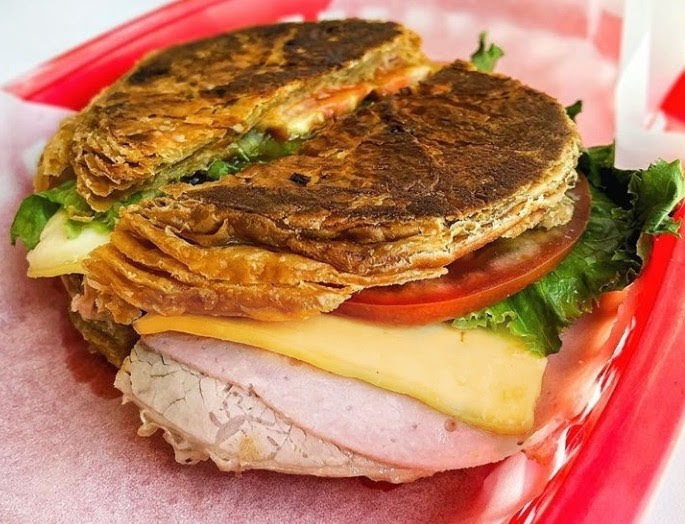
Пастелес з шинкою та сиром (Коста-Рика).

Пастелес (ісп. pasteles (мн.), pastel (одн.)) — традиційна страва в декількох країнах Латинської Америки та Карибського басейну (у Коста-Риці, Пуерто-Рико, Домініканській Республіці, Тринідаді і Тобаго, Карибському узбережжі Колумбії, Панамі тощо). Може виглядати подібно до тамале. У деяких кухнях Центральної Америки, пастелес більше нагадує британську випічку песті (англ. pasty) або італійське кальцоне. В Уругваї пастелес виглядає як солодка емпанада.
В інших іспаномовних країнах, ісп. pastel вживається як узагальнени термін для випічки.

## Регіональні варіанти

### Пуерто-Рико

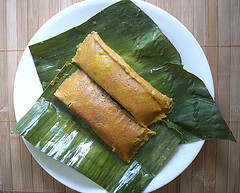
Пуерто-риканський пастелес.

У Пуерто-Рико пастелес — це популярна кулінарна страва. Тісто складається з бананів, зелених плантанів, картоплі та тропічних гарбузів (ісп. calabazas). Приправляється м’ясним соком, молоком та олією аннато. М'ясо готується як рагу (ісп. guisado) і містить будь-яку комбінацію інгредієнтів таких як свиняча лопатка, шинка, бекон, родзинки, нут, оливки, і зазвичай заправляється лавровим листям, рекайто (ісп. recaíto, пуерто-риканська кулінарна суміш з цибулі, часнику, зеленого болгарського перцю та великої кількості коріандру та кулантро), томатним соусом, сухою сумішшю адобо (ісп. adobo), порошком з аннато. М’ясо може містити птицю, рибу, свинину чи дичину.
Пастелес з юки — один із рецептів популярних у Пуерто-Рико та в Латинській Америці. Вони також відомі у Домініканській Республіці як ісп. hallacas de yuca або ісп. tamales. Тісто містить, як правило, юку, картоплю, таро та ямс. До них можуть додавати олію аннато, адобо, базилік, рекайто, начинка може бути традиційною, а може містити родзинки, креветки, м’ясо крабів або омарів.
Інший різновид — пастелес з рису, де «тісто» насправді формується з частково звареного приправленого рису (рис буде повністю готовим після остаточного приготування пастелес). Начинка може містити м’ясо свинини, курки чи краба. Пастелес різних видів часто подають з кетчупом, соусом табаско чи спеціальним креольським соусом (ісп. resentimiento criollo), приготованим з гострих місцевих перців чилі та інших інгредієнтів, маринованих у оцті, іноді з додаванням рому.
Традиційно готуються також пастелес з кучифрито (ісп. cuchifrito, різні смажені страви, приготовані переважно зі свинини; можливо з кров'янкою, картопляними кульками, фаршированими м'ясом). Тісто містить зелені плантани чи зелені банани (терті), м’ясний сік, молоко та олію аннато. Зазвичай вони смажаться. Подаються з соусом.
Вважається, що пастелес були вперше приготовані у Пуерто-Рико. Таїно робили масу з маніоку, яутії (ісп. yautía, лат. Xanthosoma) та гарбузів. Потім масу наповнювали квасолею, чилі, кукурудзою, горіхами, м'ясом (ящірки, жаби чи птахи), рибою і загортали в кукурудзяну лушпиння. Хоча перші рецепти пастелі з'явилися в кулінарних книгах лише в 30-х роках минулого століття, історик, що досліджує їжу, Крус Мігель Ортіс Куадра (ісп. Cruz Miguel Ortíz Cuadra) зазначає, що пастелі згадувались ще в 1843 році в книзі El aguinaldo puertorriqueño. У ній вказується на пастелес як приклад того, що різдвяна їжа в Пуерто-Рико відрізнялася від іспанської.
Однак походження пастелес можна простежити за кілька століть до іспанських колоніальних часів, перш ніж вони стали важливою пуерто-риканською різдвяною стравою. А от техніка загортання пастелес в листя бананів походить від африканців, які були поневолені та змушені працювати на цукрових плантаціях Пуерто-Рико.
Існують сотні різних рецептів пастелес у Пуерто-Рико, і навіть щорічний Фестиваль Пастелес (ісп. Festival del Pastel). Фестиваль відбувається в листопаді в муніципалітеті Ороковіс.

### Домініканська Республіка
У Домініканській Республіці пастелес — це різдвяна традиція перейнята з Пуерто-Рико. Перший записаний рецепт датується 1930-ми рр., і був записаний з під назвою ісп. pasteles Puertoriqueños у домініканській кулінарній книзі.
Сьогодні пастелес є частиною традиційного меню напередодні Різдва чи Нового року. Пастелес, або як вони часом називаються у Домініканській Республіці ісп. pasteles de hojas (листкові пастелес), готуються з тіста з плантанів і двох чи трьох типів бульби (наприклад, ямс) і наповнюються обсмаженим фаршем з порошком з аннато, часником, червоною цибулею, болгарським перцем і томатною пастою. Для начинки використовують яловичину, курятину, свинину і овочі. Багато домініканців також додають до м'яса грейпфрут або померанець та базилік. Тісто кладуть у центр плантанового листа, який згортають, зв'язують і готують. Іноді також використовують парафінований папір. Серед інших інгредієнтів начинки є креветки, козяче м'ясо, і навіть омари. Листкові пастелес готують із бананів, зелених або стиглих, останні є солодшими і є стравою для дітей.

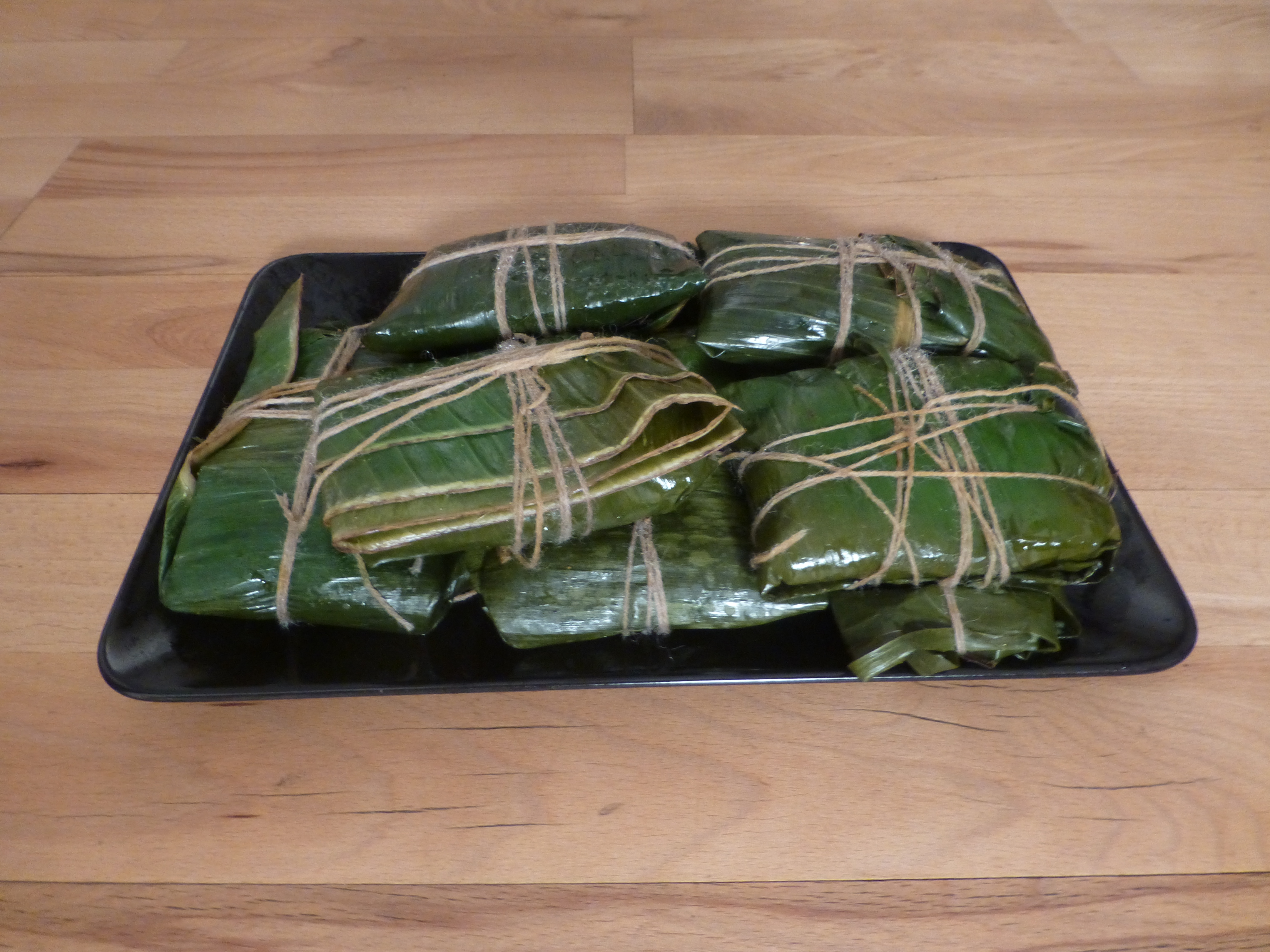
Пастелес приготовані на пару (Тринідад і Тобаго).

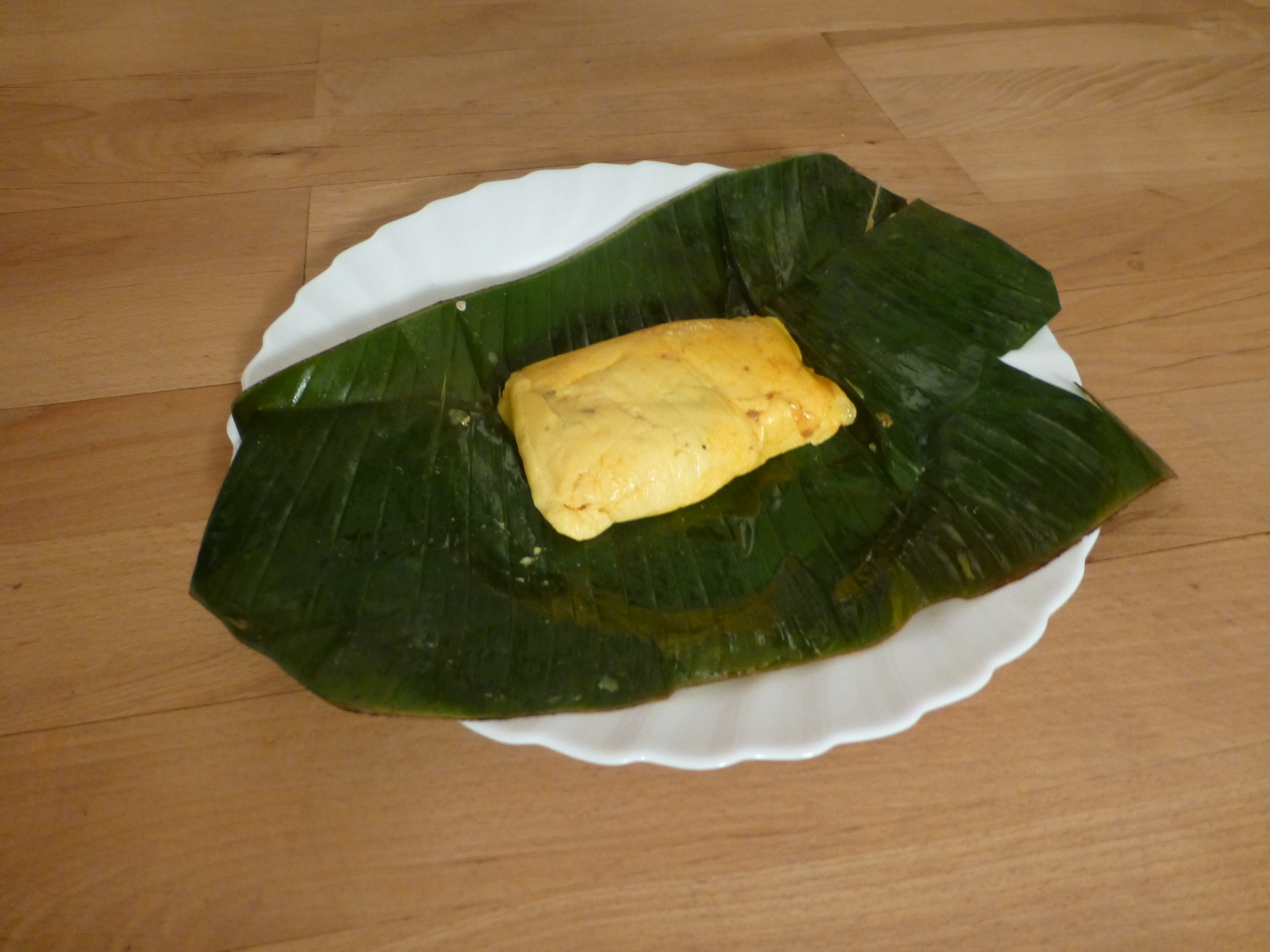
Відкритий пастелес.

### Тринідад і Тобаго
Пастелес у Тринідаді і Тобаго — це невеликі пироги з кукурудзяного борошна, наповнені м'ясом, рибою чи овочами, приправлені свіжою зеленню та ароматизовані родзинками, оливками та каперсами, загорнуті та приготовані на пару в банановому листі. Їх традиційно готують під час Різдва. Вважається, що вони були завезені іспанськими колонізаторами.
Солодкий варіант страви називається пайме (ісп. paime), і також є різдвяною стравою. У ньому немає начинки, але саме тісто містить мелений кокос і родзинки.

### Центральна Америка

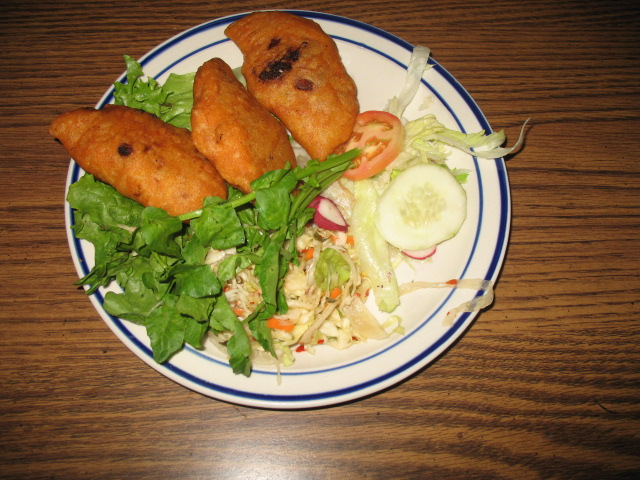
Пастелес з фаршем (Сальвадор).

У Коста-Риці пастелес запікають або смажать, виготовляють з листкового або пісочного тіста. Тут, пастелес можуть мати різні форми і різні начинки (солодкі чи пікантні). Часто подається з ісп. curtido, консервованою капустою, подібною до квашеної. Може подаватися способом ісп. arreglados, тобто з салатом та соусами.
У Сальвадорі пастелес — це страва на основі кукурудзяного борошна, з начинкою з яловичини або курятини і подрібненою картоплею та морквою. Тісто має червоний відтінок завдяки додаванню порошку аннато. Тут, пастелес смажать. Також, зазвичай подається з ісп. curtido.

### Колумбія
На узбережжі Карибського басейну в Колумбії пастелес — це один з типів тамале на основі рису. Рис замочують в оцті, олії з додаванням аннато і залишають на сонці на кілька годин. Цей процес називається ісп. «orear» (буквально, провітрити). На шар рису кладуть подрібнені інгредієнти, такі як морква, цибуля, солодкий перець, капуста, каперси, горох, родзинки, оливки, картопля, свинина або курятина. Поверх кладуть ще один шар рису, це все загортається в листя плантана, зав'язується і вариться. Пастелес їдять протягом всього року, і особливо під час Різдва.

### Південний конус(Аргентина та Уругвай)
В Аргентині та Уругваї пастелес — це різновид смаженої солодкої емпанади, виготовленої з листкового тіста. Поширені солодкі начинки включають дульсе-де-лече та айвовий мармелад, їх часто посипають цукром. Пастелес є вуличною їжею.

### Гаваї
Пастелес були привезені на Гаваї на початку XX століття іммігрантами з Пуерто-Рико. Тут, подібно до деяких діалектів Пуерто-Рико, назва пастелес вимовляєтьс як «пателес». Може мати різноманітні начинки.